# Un'emozione per sempre
" Un'emozione per semper " es una canción grabada por el cantante italiano Eros Ramazzotti y lanzada en mayo de 2003 como sencillo principal de su álbum de estudio 9 . La canción fue escrita por Ramazzotti, Claudio Guidetti, Maurizio Fabrizio y Adelio Cogliati, y fue producida por Ramazzotti y Guidetti.
El sencillo se convirtió en un éxito comercial, alcanzando el primer puesto de las listas en Italia y Suiza, y entrando en las listas de varios otros países europeos. El sencillo también fue certificado platino en Italia, con ventas nacionales que superaron las 60.000 unidades. La versión en español de la canción, grabada por el propio Ramazzotti y titulada "Una emoción para siempre", alcanzó el puesto número cinco en la lista Billboard Latin Songs de Estados Unidos.
El vídeo musical que acompaña al sencillo, dirigido por Martin Weisz, recibió una nominación al Mejor Videoclip en los Italian Music Awards en octubre de 2003.

## Fondo
"Un'emozione per sempre" es una canción de amor, que trata sobre los sentimientos de alguien que se enfrenta al final de una relación y describe las emociones que la historia de amor deja en su vida. Mario Luzzatto Fegiz, de Il Corriere della Sera , describió la canción como "una melodía soleada y pegadiza, al estilo típico de Ramazzotti", en la que canta sobre un hombre que, a pesar de su instinto de usar palabras amargas y dolorosas con su expareja, prefiere para recordar los momentos felices que vivió durante la relación.
Ramazzotti, que se había separado unos meses antes de la presentadora de televisión y modelo suiza Michelle Hunziker, negó que la canción estuviera inspirada en su vida personal, afirmando que fue escrita antes del fin de su matrimonio, y grabada inicialmente como un demo inédito por el cantante italiano Alex. Baroni, poco antes del final de la relación entre Baroni y la también cantante Giorgia.

## Caratúla
La portada del sencillo presenta una fotografía de Fabrizio Ferri, que muestra los hombros de Ramazzotti y destaca el tatuaje en la nuca, que representa unos ideogramas japoneses que significan "Michelle", el nombre de su exesposa, Michelle Hunziker . Hunziker negó las especulaciones de que el tatuaje fuera un intento de Ramazzotti de reconquistar su amor, afirmando que se hizo antes del comienzo de su crisis sentimental.

## Listado de pistas
- CD sencillo [8][6]

1. "Un'emozione per sempre" (Eros Ramazzotti, Claudio Guidetti, Adelio Cogliati, Maurizio Fabrizio) – 3:59
2. "Una emoción para siempre" (Eros Ramazzotti, Claudio Guidetti, Adelio Cogliati, Maurizio Fabrizio) – 3:59
3. "Un angelo non è" (En vivo) (Eros Ramazzotti, Claudio Guidetti, Adelio Cogliati) – 5:22

## Listas
| Lista (2001)                                | Mejor posición |
| ------------------------------------------- | -------------- |
| Bélgica (Flandes) (Ultratip Bubbling Under) | 4              |
| Bélgica (Valonia) (Ultratop 50)             | 14             |
| Croatia (HRT)                               | 6              |
| Finland (Radio Airplay Chart)               | 10             |
| Francia (SNEP)                              | 42             |
| Germany (Official German Charts)            | 61             |
| Hungary (Mahasz)                            | 2              |
| Italia (FIMI)                               | 20             |
| Italy (Musica e Dischi)                     | 16             |
| Países Bajos (Mega Single Top 100)          | 43             |
| Poland (Music & Media)                      | 4              |
| Poland (Nielsen Music Control)              | 1              |
| Romania (Romanian Top 100)                  | 23             |
| Spain Top 40 Radio                          | 29             |
| Suiza (Schweizer Hitparade)                 | 17             |

| Lista (2001)                   | Posición |
| ------------------------------ | -------- |
| Belgium (Ultratop 50 Wallonia) | 73       |
| Romania (Romanian Top 100)     | 65       |

## Historial de lanzamientos
| Región | Fecha               | Formato              | Etiqueta |
| ------ | ------------------- | -------------------- | -------- |
| Italia | 24 de abril de 2003 | Transmisión de radio | ariola   |
| Italia | 9 de mayo de 2003   | CD sencillo          | ariola   |